# Ulrich F. Zwygart
Ulrich Friedrich Zwygart (* 8. Dezember 1953 in Brugg) ist ein Schweizer Jurist und Offizier (Divisionär aD). Er ist Honorarprofessor für General Management an der Universität St. Gallen.

## Leben
Von 1973 bis 1979 studierte er Rechtswissenschaften an der Universität Bern und wurde 1982 mit der Dissertation Die Gesamtverteidigungskonzeption unter besonderer Berücksichtigung der strategischen Fälle zum Doktor der Rechte promoviert. Er arbeitete von 1980 bis 1985 als Rechtsanwalt.
Zwygart diente von 1985 bis 2007 als Berufssoldat bei den Panzergrenadieren der Schweizer Armee. 1992/93 war er am Command and General Staff College in Fort Leavenworth, Kansas, wo er als bester Absolvent den Eisenhower Award erhielt. Weitere Verwendungen folgten u. a. als Kommandant einer Panzerbrigade. 1999 wurde er zum Brigadier und 2001 zum Divisionär befördert. Von 2001 bis 2004 war er Inspektor der Kampftruppen. Zuletzt war er von 2004 bis 2007 Kommandant der Höheren Kaderausbildung der Armee (HKA). 
Von 2008 bis 2012 war er Managing Director des Bereichs „Global Head Training and Communications“ bei der Deutschen Bank AG in London und von 2013 bis 2014 war er Chief Learning Officer bei der Zurich Insurance Group. Zwygart ist Honorarprofessor für General Management an der Executive School for Management, Technology and Law der Universität St. Gallen. Seine Forschungsschwerpunkte sind Rechtsmanagement sowie Management- und Führungslehre. Er ist Autor zahlreicher Managementbücher und Artikel und erhielt u. a. den „Swiss Economics Books Award 2007“. Er ist zudem Mitglied im Board des Institute of Business Law an der Universität Luzern und im Advisory Board der Hochschule für Wirtschaft der Fachhochschule Nordwestschweiz.
Zwygart ist verheiratet und Vater von einem Sohn und zwei Töchtern. Er lebt in Altendorf.

## Schriften (Auswahl)
- Die Gesamtverteidigungskonzeption unter besonderer Berücksichtigung der strategischen Fälle (= Reihe Verwaltungsrecht, Band 7). Rüegger, Diessenhofen 1983, ISBN 3-7253-0213-8.
- Menschenführung im Spiegel von Kriegserfahrungen. Huber, Frauenfeld 1987, ISBN 3-7193-0986-X. (3. Auflage, 1992)
- mit Rudolf Steiger: Militärpädagogik. Ein Leitfaden für militärische Ausbilder und Führer. Huber, Frauenfeld 1994, ISBN 3-7193-1097-3.
- mit Georges Bindschedler, Bruno Frick: Alexander oder die Aufforderung an Führungskräfte, Grenzen zu überwinden. Haupt, Bern u. a. 1998, ISBN 3-258-05821-0.
- mit Hubert Annen, Rudolf Steiger: Gemeinsam zum Ziel. Anregungen für Führungskräfte einer modernen Armee. Huber, Fruenfeld u. a. 2004, ISBN 3-7193-1269-0.
- Wie entscheiden Sie? Entscheidungsfindung in schwierigen Situationen – mit Fallbeispielen von Hannibal über John F. Kennedy bis Jack Welch. Haupt, Bern u. a. 2007, ISBN 978-3-258-07178-7.
- (Ir-)Rationale Topmanager. Zur Krise der Finanzwirtschaft und des Managements. Frankfurter Allgemeine Buch, Frankfurt am Main 2012, ISBN 978-3-89981-287-9.